# Jubilus
 (mars 2019).
- Si vous ne connaissez pas le sujet, laissez ce bandeau (vous pouvez alors contacter les auteurs).
- Si vous supprimez le contenu mis en cause (vous pouvez préalablement contacter les auteurs),

argumentez précisément cette suppression dans la page de discussion
(un manque de référence n'est pas un argument ; une recherche réelle de référence doit avoir été effectuée, être formellement documentée).
Le jubilus est le terme employé dans le domaine liturgique, afin de signifier et surtout de distinguer le long mélisme dans le chant alléluia en grégorien.

## Terme
Le mot signifiant le mélisme distingué de l'alléluia s'appelle « jubilus (pluriel : jubili) » ou « jubilatio », issu du verbe latin « jubilare ». 
Ce verbe jubilare exprime initialement « pousser des cris », à savoir « jubiler ». Le premier emploi dans l'écriture française, c'était le mot jubilacium (vers 1150), qui signifiait « sons d'instruments de musique exprimant la joie, l'allégresse », toujours dans le domaine musical et liturgique. 

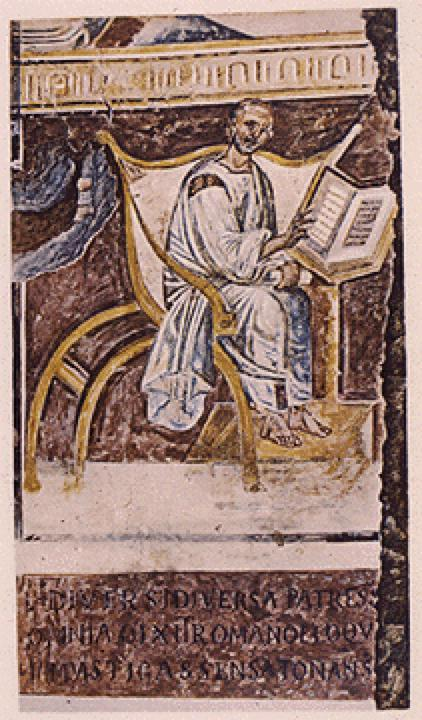
Saint Augustin.

Pourtant, l'origine du mot était vraiment ancienne. En fait, ce terme se trouve dans des œuvres de saint Augustin d'Hippone († 430) :

« Qui jubilat non verba dicit, sed sonus quidam est lætitiæ sine verbis (voir ci-dessous), ; »

— Ennaratio in Psalmum (commentaire sur le psaume 100 (99)), note n° 4, publiée dans la Patrologia Latina, tome XXXVII, p. 1272,
Avec ce commentaire, saint Augustin expliquait la raison mystique du jubilus : « « Psaume 99 : La jubilation dans l'Église » Que la terre entière soit dans la jubilation et confesse le Seigneur. Cette jubilation est l'expression inarticulée d'une joie excessive, à la vue des grandeurs de la création ; » Encore la précisait-il dans la note no 4 : « Vous savez ce que je vais dire. Jubiler, ce n'est point parler, c'est exhaler sans paroles un cri de joie : c'est la voix d'une âme dont la joie est au comble, qui exhale autant que possible ce qu'elle ressent, mais ne comprenant point ce qu'elle dit dans les transports de son allégresse, l'homme après des paroles indicibles et inintelligibles exhale sa joie en cris inarticulés : ... }. »
Le docteur de l'Église faisait allusion au chant des moissonneurs et des vendangeurs, en répétant ce mot-clé :

« Illi qui cantant sive in messe, sive in vinea, sive in aliquo opere ferventi, cum cœperint in verbis canticorum exsultare lætitia, veluti impleti tanta lætitia, ut eam verbis explicare non possint, avertunt se a syllabis verborum, et eunt in sonum jubilationis. ... Et quem decet ista jubilatio nisi ineffabilem Deum ? Ineffabilis enim est, quem fari non potes ; et si eum fari non potes, et tacere non debes, quid restat nisi ut jubiles, ut gaudeat cor sine verbis, et immensa latitudo gaudiorum metas non habeat syllabarum ? »

Enfin, saint Augustin conclut : « Chantez harmonieusement, chantez dans votre jubilation. »

## Histoire et fonction liturgique

### Mélisme éminent avant l'Évangile
Historiquement, la liturgie hispanique admettait certes l'exécution de l'alléluia, après l'Évangile. Toutefois, la distribution traditionnelle de l'Église se distingue du jubilus de la messe après quelque lecture ainsi que juste avant l'Évangile. 
Ce positionnement est expliqué par l'importance du terme hébreu alléluia qui signifie « louez le Seigneur ». Car, la dernière syllabe de celui-ci n'est autre que le diminutif de Yahweh. C'est précisément la raison pour laquelle le mélisme très développé est attribué à cette syllabe. 

« Le chant de l'Alleluia fut considéré non seulement comme un chant de louange — selon le sens du mot — mais aussi et surtout comme un chant de joie et de triomphe. Aussi était-ce spécialement le jour de Pâques et durant les cinquante jours suivants, jusqu'à la Pentecôte, qu'il résonnait sur les lèvres des fidèles. »

— Dom Paolo Ferretti (deuxième directeur de l'Institut pontifical de musique sacrée), Esthétique grégorienne ou traité des formes musicales du chant grégorien, p. 176
Et, c'était saint Grégoire Ier qui fit chanter celui-ci tous les dimanches et les fêtes de l'année, à l'exclusion du carême. Dorénavant, le jubilus est toujours exécuté toute l'année, sauf cette exception.

« ... Quelqu'un de Sicile me dit qu'un de ses amis, grec ou latin, je l'ignore, animé de zèle pour la sainte Église romaine murmurait à propos des dispositions que j'avais prises, en disant : « Pourquoi nous soumet-il à l'Église de Constantinople et nous en fait-il suivre les coutumes ? » Comme je lui disais : « Quelles coutumes suivons-nous ? », mon interlocuteur répondit : « Vous avez fait chanter l'Alleluia en dehors de la Pentecôte. »... »

— Extrait de la lettre signée par saint Grégorie Ier et destinée à l'évêque de Syracuse en 598
Le jubilus est toujours principal lors de l'exécution de l'alléluia, parce que les Pères de l'Église donnaient le sens théologique à ce mélisme extraordinaire, tout comme saint Augustin. En bref, il s'agit d'une musique céleste, et non humaine.

### Dans les manuscrits anciens
D'ailleurs, la musicologie adopte la même conclusion. Il existe des alléluias sans verset dans des manuscrits anciens. Ainsi, celui de la bibliothèque de Chartre, codex 47, contient quelques alléluias ordinaires, suivis d'un certain nombre d'alléluias sans verset mais avec ses jubilus effectivement développés. Un autre exemple manquant de verset se trouve dans le manuscrit de Saint-Gall codex 484, plus ancien. Il s'agit d'un recueil de jubili alléluiatiques sur les seules voyelles du terme alléluia,. 

« C'était certainement à ces amples mélismes des Alleluia sans Verset que faisait allusion Notker le Bègue (Notker Balbulus : le bègue) moine de St-Gall (830 - 912), lorsqu'il disait, qu'étant jeune, il trouvait une difficulté insurmontable à retenir de mémoire cette suite de notes qu'il appelle : mélodiæ longissimæ. Il remédia à cette difficulté en plaçant sous les notes les syllabes d'un texte fait exprès. On s'expliquerait mal cette difficulté s'il s'agissait du mélisme des Allelluia actuels, dont l'extension est très modérée au moins dans la Liturgie romaine,. »

— Dom Paolo Ferretti, même document, p. 179

### Charge des chantres
Par ailleurs, le jubilus s'illustre dans la liturgie d'une autre particularité. Celui-ci était depuis si longtemps destiné singulièrement aux meilleurs chantres, et non à la schola. À vrai dire, cette attribution était déjà mentionnée dans l'Exposition psalmorum de Cassiodore († vers 580) :

« C'est à cette richesse mélodique de l'Alleluia que faisait allusion Cassiodore lorsqu'il écrivait ......... L'exécution de ces mélismes réclamait une habileté technique peu commune, de belles et agiles voix. Aussi les chantres étaient-ils justement fiers de ces chants alleluiatiques : hinc ornatur lingua cantorum »

— Dom Paolo Ferretti, même document, p. 177 - 178
Ainsi le chant grégorien respectait-il également cette longue tradition. Le meilleur manuscrit de celui-ci, cantatorium de Saint-Gall (vers 922 - 926), était uniquement réservé aux chantres. Ses notations de l'alléluia se trouvent à partir de la page 145, avec ses jubilus vraiment développés [lire en ligne].

## Caractéristique musicale

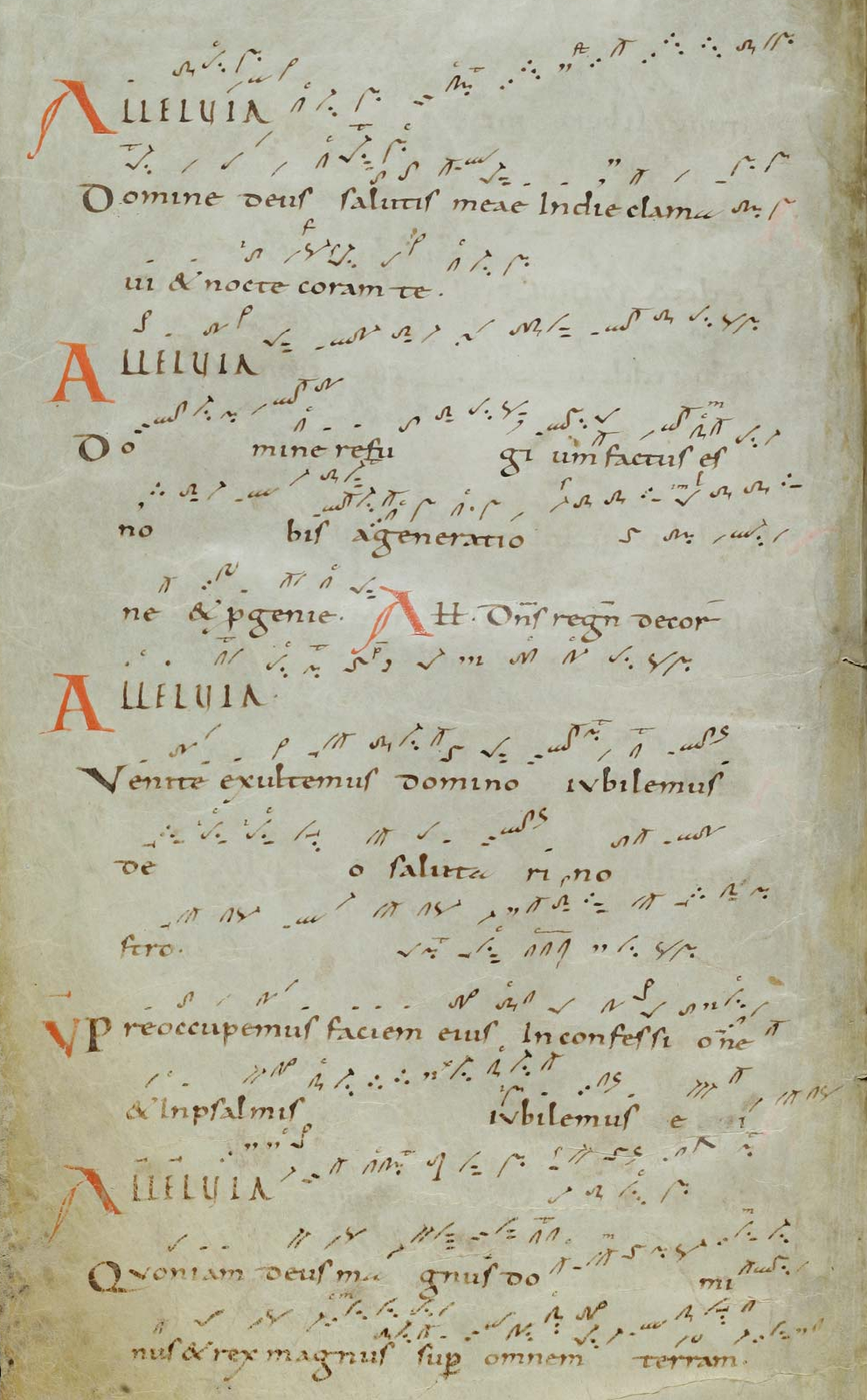
Dans ce cantatorium de Saint-Gall (vers 922 - 926), le jubilus était déjà effectivement développé.

Le jubilus est essentiellement une musique possédant une certaine ampleur. Au contraire, avant celui-ci, la mélodie du terme alléluia, pour les premières syllabes, ne contient ni fioritures ni mélismes, mais seulement quelques groupes neumatiques en petit nombre.
Il existe des jubilus desquels le mélisme est plutôt court. Même dans ces cas, la mélodie est toujours évoluée.
1. a - b (alléluias avec versets Surrexit Dnus vere ou Jubilate Deo)
2. a1 - a2 (notation du graduale triplex au-dessous)

Toutefois, parfois, la musique du jubilus est effectivement enrichie et se compose de plusieurs morceaux :
1. a1 - a2 - b1 - b2 - c (alléluia avec verset Oportebat)
2. a1 - b1 - a2 - b2 - c (alléluia avec verset O quam pulchra)
3. a1 - coda b - a2 - coda c (alléluia avec verset Quinque prudentes)

La composition modeste du jubilus utilise le même mélisme pour le verset ainsi que le deuxième alléluia (voir le Graduale Triplex au-dessous). Parfois, le compositeur préférait un nouveau jubilus plus développé, après le verset. Ce deuxième jubilus s'appelait la sequentia, sequela ou longissima melodia.
Au regard des modes, tous les huit modes grégoriens s'emploient. Mais ceux de ré et de sol sont plus nombreux.
La variété du jubilus était également amplifiée de l'abondance de composition. Dans de nombreux manuscrits grégoriens, plusieurs alléluias se trouvent pour une même fête, avec la mention Alleluia quales volueris. À savoir, le chantre pouvait choisir celui qu'il voulait,. C'est également pourquoi dans les manuscrits les plus anciens, les alléluias y compris les jubilus se trouvent, bien groupés, à la fin des livres de chant, tel le cantatorium de Saint-Gall [lire en ligne].
Cette richesse trouvée dans le répertoire du chant grégorien est remarquable. Contrairement, le chant de Bénéventin de l'Italie du sud ne connaissait qu'une seule mélodie pour tous les alléluias. Cela serait une raison pour laquelle ce chant monodique disparut au XIVe siècle, après être remplacé par le chant grégorien.

## Disparition
Dès sa création, le chant grégorien ne subit aucune modification importante, jusqu'à ce que la Renaissance arrive. Cependant, après l'invention de la notation à gros carrés au XIIIe siècle, la caractéristique mélodique et rythmique de ce chant commença à s'affaiblir. 

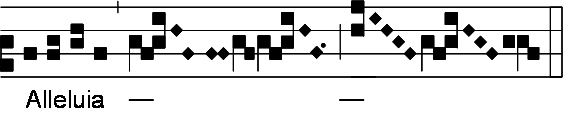
Jubilus d'un chant grégorien en notation à gros carrés. Selon cette manière, il est difficile à retrouver l'expression correcte du jubilus, en tant que musique céleste. Il s'agit quasiment d'un plain-chant.

Puis, le mouvement de la Renaissance et la Réforme protestante attaquèrent considérablement le chant grégorien. 
Le résultat était vraiment lourd. Dans l'Édition médicéenne, publiée par le Saint-Siège entre 1614 et 1615, l'alléluia de la messe de Pâques, qui doit être le plus cérémonieux, ne compte que 15 notes. De plus, perdant le mélisme, celui-ci était chanté lentement l'une note après l'autre. À partir de cette publication, les religieux et religieuses, surtout les moniales françaises, n'hésitaient pas à demander aux musiciens de modifier donc de supprimer le mélisme des livres de chant. La doctrine des notes égales était maintenue jusqu'en 1860, lors du premier congrès, à Paris, afin de restaurer le chant grégorien. La pratique du jubilus fut quasiment perdue pendant cette période désastreuse.
Par ailleurs, non seulement la modification mais aussi la composition de nouveaux chants, imitant le chant grégorien, étaient désormais habituelles. Ainsi, ceux que les Mauristes effectuèrent sont de nos jours bien connus. Comme ces néo-grégoriens ne respectaient pas les lois de composition grégorienne, aujourd'hui les excluent les éditions critiques tel l'Antiphonale monasticum. Il faut la même attention pour les mélismes qui ne se trouvent pas dans les manuscrits anciens.

## Rétablissement du jubilus
Si le jubilus fut effectivement rétabli, c'était principalement grâce aux moines de l'abbaye Saint-Pierre de Solesmes qui luttait contre l'édition néo-médicéenne, presque officielle du Vatican. Pour la restauration vers la version authentique, ils visitaient les archives européennes possédant de précieux manuscrits, en retrouvant les mélismes authentiques. Néanmoins, au regard de l'interprétation, ils développèrent, sous influence de la musique contemporaine, une théorie fausse, rythmique grégorienne.   
Dans les années 1950, avec ses études approfondies des neumes anciens, Dom Eugène Cardine de Solesmes réussit à retrouver la nature du chant grégorien, qui est complètement différente de celle de la musique moderne. Comme cette nature n'est trouvée que, souvent, dans les neumes purs ainsi que graphiquement, il trouva une solution pour l'interprétation correcte. Après la publication du Graduel neumé en notation duplexe en 1966, il fit sortir en 1979 le Graduale triplex.  

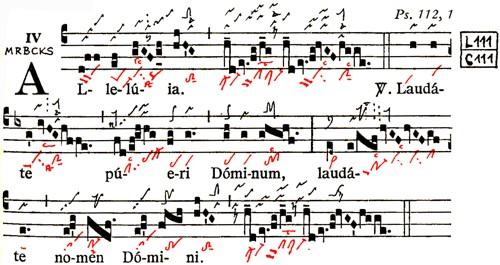
Jubilus dans le Graduale Triplex (1979).

Dans ce graduel, la notation à gros carrés, celle du Graduale romanum publié en 1974 à la suite du concile Vatican II, demeure servir au solfège. Les notations anciennes, préparées par deux disciples de Dom Cardine, y contribuent à présenter l'articulation, notamment celle du jubilus. Soigneusement choisis, les neumes sont précisés de manière critique. L111 signifie le manuscrit no 111 du graduel de Laon 239 (à la fin du IXe siècle ou au début du Xe siècle), illustré de sa qualité rythmique. De même, C111 indique les neumes issus du chant no 111 du cantatorium de Saint-Gall (vers 922 - 926), un manuscrit parfait, surtout pour la finesse d'expression. En raison d'une immense uniformité du chant grégorien, la mélodie des deux manuscrits est identique. En profitant de ces neumes purs dans les meilleurs manuscrits du chant grégorien, on peut exécuter dorénavant correctement les jubilus que les chantres de Laon et de Saint-Gall chantaient certainement il y a 1 100 ans.
Cette façon de publication est suivie du Graduale novum du Vatican, sorti depuis 2011. Grâce à la rédaction sémiologique, sa notation à gros carrés est plus correcte que l'Édition Vaticane sortie en 1908, base du Graduel romanum 1974.  

## Valeur du jubilus, de nos jours
Une fois le jubilus correctement restauré, il devint évident que son mélisme est une véritable musique artistique, selon sa fonction liturgique. Mais également, il s'agit d'un chant difficile à chanter convenablement pour les chanteurs non professionnels, étant donné qu'il était réservé aux chantres. Le jubilus est un témoin de l'existence d'une musique très sophistiquée et raffinée au Moyen Âge.    
Au contraire, après le concile Vatican II, les chants de l'Église sont plus simples, plus faciles à chanter, mais parfois privés de valeur artistique. En face de l'évolution de la musique pop, ce type de chant a tendance à perdre la préférence des jeunes. 
En 1895 à Venise, le cardinal Giuseppe Sarto, futur pape Pie X, dénonça :

« La musique sacrée, par son étroite union avec la liturgie et avec le texte liturgique, doit posséder au plus haut degré ces vertus : sainteté, vérité de l'art et l'universalité. ......... Appuyée sur ces règles solides, l'Église a créé la double forme de son chant : la grégorienne, qui a duré environ un millénaire, et la classique polyphonie romaine, dont Palestrina fut l'initiateur au XVIe siècle. »

— Cardinal Sarto, Lettre pastorale sur le chant de l'Église, le 1er mai 1895
La thèse du cardinal Sarto fut finalement ainsi que scientifiquement confirmée, cent ans plus tard, à la suite des études sémiologiques :

« D'un point de vue historique et scientifique — aujourd'hui bien documenté — on peut toutefois entendre par « chant grégorien », au sens strict, le résultat global d'un sommet dans la création du chant liturgique, fixé vers la fin du premier millénaire. Les documents liturgiques et musicaux des IX - Xe siècles révèlent un tempérament spirituel et une culture musicale qui parviennent à conjuguer une haute pertinence de célébration et un extraordinaire raffinement esthétique. »

— Luigi Agustoni et Johannes Berchmans Göschl, Introduction à l'interprétation du chant grégorien, p. 7
De nos jours, les chantres d'un certain nombre des monastères tels Solesmes, Fontgombault, Triors exécutent certes le jubilus, sommet des sommets du chant liturgique ou le meilleur bijou du chant grégorien, avec la version la plus ancienne, la plus correcte et la plus belle, grâce à leurs qualité musicale et connaissance profonde de la liturgie. Cependant, encore faudra-t-il que plus d'hommes, notamment les jeunes, connaissent cette valeur, de sorte que le jubilus soit maintenu dans la tradition vivante. Les musiciens professionnels aussi pourraient contribuer à améliorer cette connaissance, à condition de respecter la caractéristique liturgique ainsi que l'interprétation sémiologique.

### Dictionnaires
- Robert Le Gall, Dictionnaire de liturgie, 3e édition, C. L. D., Chambray 1997  (ISBN 978-2-85443-135-3) 281 p. ainsi que dictionnaire en ligne :
  - alleluia : p. 22 - 23 [lire en ligne]
  - prose : p. 211 [lire en ligne]
- Informations lexicographiques et étymologiques de « jubilation »  dans le Trésor de la langue française informatisé, sur le site du Centre national de ressources textuelles et lexicales

### Écouter en ligne (exécution sémiologique)
- Alléluia et Pascha nostrum immolatus est Christus (mode VII) [écouter en ligne]
- Alléluia et Lætatus sum (accompagné des neumes sangalliens) [écouter en ligne]